# Arctia britannica
Arctia britannica är en fjärilsart som beskrevs av Charles Oberthür 1911. Arctia britannica ingår i släktet Arctia och familjen björnspinnare. Inga underarter finns listade i Catalogue of Life.